# Гига, Василий Антонович
Василий Антонович Гига (28 февраля 1916 — 15 февраля 2017) — генерал-майор ВС СССР, начальник Ленинградского высшего общевойскового командного училища в 1958—1969 годах.

## Биография

### Довоенные годы
Родился 28 февраля 1916 года в деревне Грицовка (ныне Талалаевский район Черниговской области). Украинец по национальности, в семье было пятеро детей. Окончил в 1937 году географический факультет Киевского педагогического института, после окончания отправлен на работу в город Кяхта, где проработал всего три месяца учителем.
В 1937 году призван в РККА, в 22-ю кавалерийскую дивизию, 32-й полк (Читинская область). После срочной службы был направлен в Читинское военное училище, которое окончил в июне 1939 года. Служил командиром взвода, адъютантом командира полка, помощником командира эскадрона. Участник боёв на Халхин-Голе; лично встречался с Г. К. Жуковым в период боёв. Член ВКП(б) с 1940 года.

### Великая Отечественная война
На фронте Великой Отечественной войны оказался после рапорта о переводе в действующую армию, занимал должность помощника начальника штаба 175-го гвардейского стрелкового полка (1-я Московская дивизия) на момент начала боёв. Первый бой принял 26 июня 1941 года под городом Лепель, воевал в составе 1-й гвардейской Московской стрелковой дивизии, был ранен. В ходе попытки контрнаступления советских войск его полком были захвачены 23 немецких орудия, однако полк потерял связь с дивизией из-за разбитой радиостанции. Гига вынужден был искать командира дивизии, пока не выяснил, что он погиб в бою, а при попытке возвращения на свои позиции он обнаружил, что там уже стояли немцы; к своим Гига вышел только на третьи или четвёртые сутки. За выполнение этого задания был награждён орденом Красного Знамени (командир полка и комиссар были награждены орденами Ленина).
За всю войну был трижды ранен (август 1941, февраль 1942 и 12 сентября 1943 года) и контужен. Первое ранение получил, когда комиссар полка Степного фронта наступил на мину, потеряв ногу: он был ранен в левый бок и левую ногу осколками, пробыл по ранению в медсанчасти две недели и затем вернулся в полк. В феврале 1942 года участвовал в битве за Москву, во время контрнаступления попал под обстрел немцев и получил пулевое ранение в руку: пуля разбила большой палец. Гига долго лечился, в октябре 1942 года был назначен начальником штаба 175-го полка, а спустя два месяца возглавил 175-й гвардейский стрелковый полк; вёл бои на северном участке фронта в Сталинградской битве, организуя отвлекающий прорыв обороны гитлеровцев. Через какое-то время при выполнении боевого задания он форсировал реку Великая, которая протекала через Белоруссию, и вышел в некий район, где занял оборону с артиллерийским полком: против полка были брошены несколько небольших танков, которые были обстреляны подвижно-заградительным огнём, однако за танками последовала пехота, продвижение которой необходимо было остановить. В какой-то из моментов Гига принял решение вызвать огонь на себя, что помогло остановить продвижение немцев: ему пришлось отчитаться о случившемся лично Жукову, который был на КП вместе с командующим Западным фронтом.
После разговора с Жуковым Гига был направлен на курсы вместе с командиром артиллерийского полка, по окончании которых был назначен командиром 608-го стрелкового полка 146-й стрелковой дивизии. 13 августа 1943 года его полк освободил город Спас-Деменск. Во время марша 12 сентября того же года Гига получил своё третье ранение: он двигался с частью полка по одной из дорог, и находившийся в составе группы Гиги радист в какой-то момент наступил на мину и был убит, а Гига получил осколочные ранения в поясницу и пролежал в госпитале около месяца. Позже был командиром 66-го гвардейского стрелкового полка 23-й гвардейской стрелковой дивизии, воевал в его составе в Прибалтике и сражался за Ригу, форсируя реку Даугава при входе в восточную часть города. Участвовал в боях в Польше и Германии, в том числе и в штурме Берлина: за участие в одной из операций был представлен к званию Героя Советского Союза, но награду не получил.

### После войны
В июле 1945 года, после окончания войны был направлен на учёбу в Военную академию имени М. В. Фрунзе, которую окончил в ноябре 1948 года с отличием и золотой медалью. Службу проходил в Центральной группе войск и Белорусском военном округе. В июне 1954 года назначен командиром стрелковой дивизии в Таврическом военном округе. В 1956 году зачислен слушателем в Военную академию Генерального штаба, которую окончил с отличием. С 29 ноября 1958 по 25 октября 1969 года — начальник Ленинградского высшего общевойскового командного училища, внёс важный вклад в становление училища как высшего военного учебного заведения. По инициативе Гиги в 1960-е годы в Волосовском районе был установлен памятник «Защитникам Лужского рубежа» и создан музей боевой славы.
В отставке с 1971 года. Проживал в Петродворце.

Могила Гиги на Никольском кладбище Александро-Невской лавры в Санкт-Петербурге.

Скончался 15 февраля 2017 года.

## Награды
- Орден Красного Знамени (трижды)[2]
  - 31 августа 1941[7] (участник боёв за Белоруссию)[3]
  - 5 мая 1945 — за образцовое выполнение боевых заданий Командования на фронте борьбы с немецкими захватчиками и проявленные при этом доблесть и мужество[8]
  - 31 октября 1967[7] (за умелое руководство Ленинградским ВОКУ)[3]
- Орден Отечественной войны I степени (30 июля 1944)[7], повторно награждён 6 апреля 1985 года[9] — за образцовое выполнение боевых заданий Командования на фронте борьбы с немецкими захватчиками и проявленные при этом доблесть и мужество[10]
- Орден Отечественной войны II степени (1945)[c]
- Орден Александра Невского (17 октября 1944) — за образцовое выполнение боевых заданий Командования на фронте борьбы с немецкими захватчиками и проявленные при этом доблесть и мужество[11]
- Орден Кутузова III степени (19 октября 1943) — за образцовое выполнение боевых заданий Командования на фронте борьбы с немецкими захватчиками и проявленные при этом доблесть и мужество[5]
- Орден Красной Звезды (5 ноября 1954)[7]
- Медаль «За отвагу» (22 марта 1942) — за образцовое выполнение боевых заданий Командования на фронте борьбы с немецкими захватчиками и проявленные при этом доблесть и мужество[12]
- Медаль «За боевые заслуги» (24 июня 1948)[7]
- Медаль «За оборону Москвы» (23 октября 1944)[13][14]
- Медаль «За освобождение Варшавы»[4]
- Медаль «За взятие Берлина» (19 сентября 1945)[15]
- Медаль «За победу над Германией в Великой Отечественной войне 1941—1945 гг.»[4]
- Юбилейная медаль «XX лет Рабоче-Крестьянской Красной Армии»[2]
- Юбилейная медаль «30 лет Советской Армии и Флота»[2]
- другие юбилейные медали[2]

## Комментарии
1. ↑  По другим данным — 27 февраля[2]
2. ↑  По другим данным — на хуторе Васюкова[2]
3. ↑  Представлялся к званию Героя Советского Союза[2]